# Prasinocyma dentatilineata
Prasinocyma dentatilineata là một loài bướm đêm trong họ Geometridae.